# Tangarazinho
Manaquim-militar ou tangarazinho (Ilicura militaris) é uma espécie de ave da família Pipridae. É a única espécie do género Ilicura.
É endémica do Brasil.
Os seus habitats naturais são: florestas subtropicais ou tropicais húmidas de baixa altitude e regiões subtropicais ou tropicais húmidas de alta altitude.